# مرکز ملی سندیکایی
یک مرکز ملی سندیکایی فدراسیون یا کنفدراسیونی از سندیکاها در یک کشور است. تقریباً همهٔ کشورهای جهان دارای یک مرکز ملی سندیکایی هستند و برخی بیش از یک مرکز دارند. وقتی بیش از یک مرکز ملی در یک کشور وجود داشته باشد غالباً به دلیل تفاوت‌های ایدئولوژیک است. در برخی مناطق مانند کشورهای نوردیک، مراکز بر مبنای بخش‌های اقتصادی تفاوت دارند، مثلاً کارگران یقه آبی و حرفه‌ای‌ها.
از جمله چنین مراکزی در جهان فدراسیون کارگران آمریکا - کنگره سازمانهای صنعتی و فدراسیون تغییر برای پیروزی در آمریکا و خانه کارگر به‌طور دوفاکتو در ایران هستند.